# Parafia św. Bartłomieja w Działoszynie
Parafia św. Bartłomieja w Działoszynie – parafia rzymskokatolicka w dekanacie Bogatynia w diecezji legnickiej. Erygowana w XIII wieku.
Obsługiwana przez księży diecezjalnych. Jej proboszczem jest ks. kan. Ryszard Kulpa.